# Neveklovice
Neveklovice település Csehországban, a Mladá Boleslav-i járásban. Neveklovice Strážiště, Mukařov, Chocnějovice, Jivina és Mohelnice nad Jizerou településekkel határos. Lakosainak száma 72 fő (2024. január 1.).

## Népesség
A település lakosságának változását az alábbi diagram mutatja:
| Lakosok száma | 255  | 188  | 177  | 95   | 40   | 62   | 72   | 64   | 70   | 72   |
|               | 1869 | 1900 | 1921 | 1961 | 1980 | 2011 | 2016 | 2019 | 2021 | 2024 |